# Coach (automobile)
Pour les articles homonymes, voir Coach.

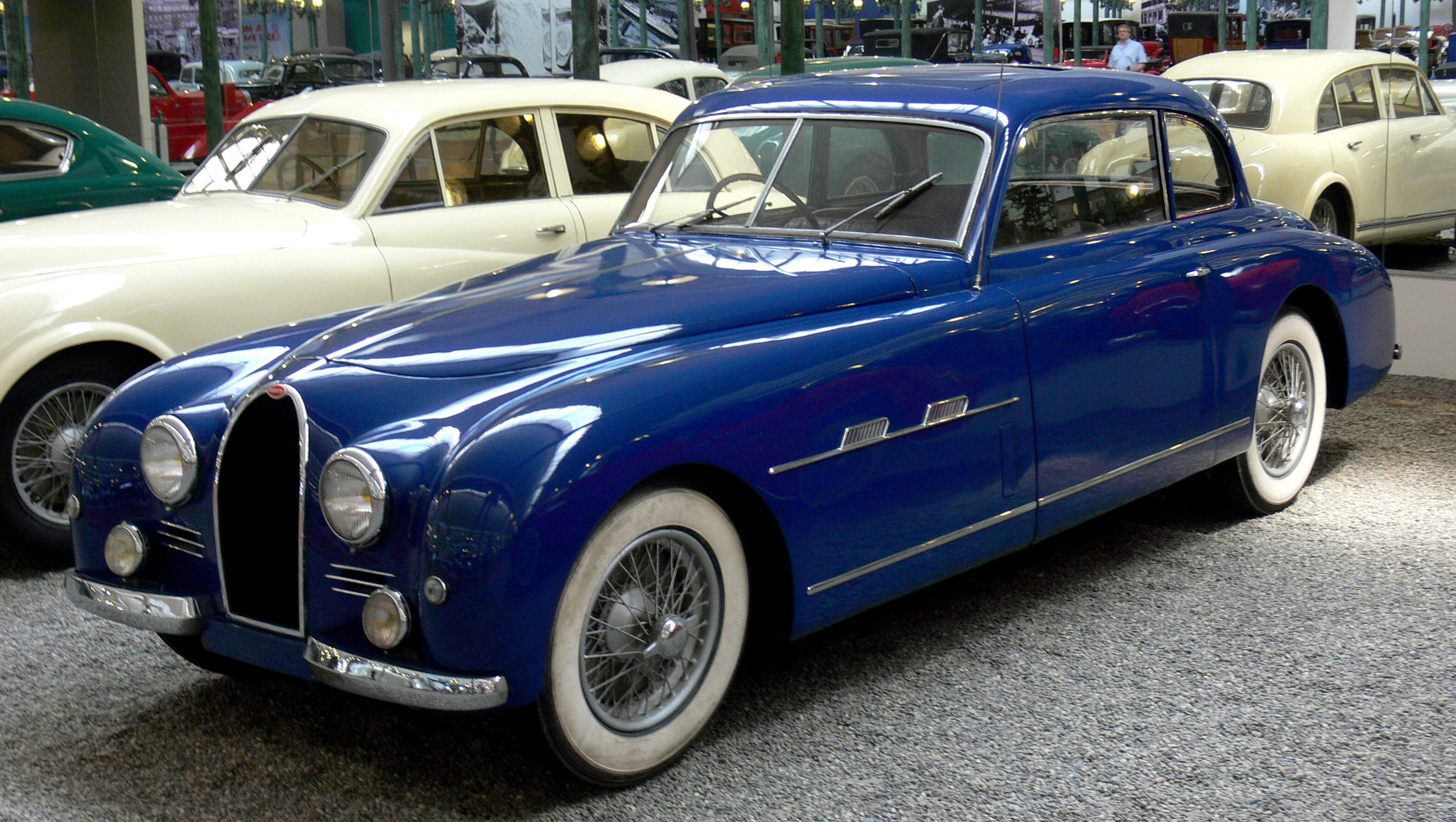
Bugatti coach type 101.

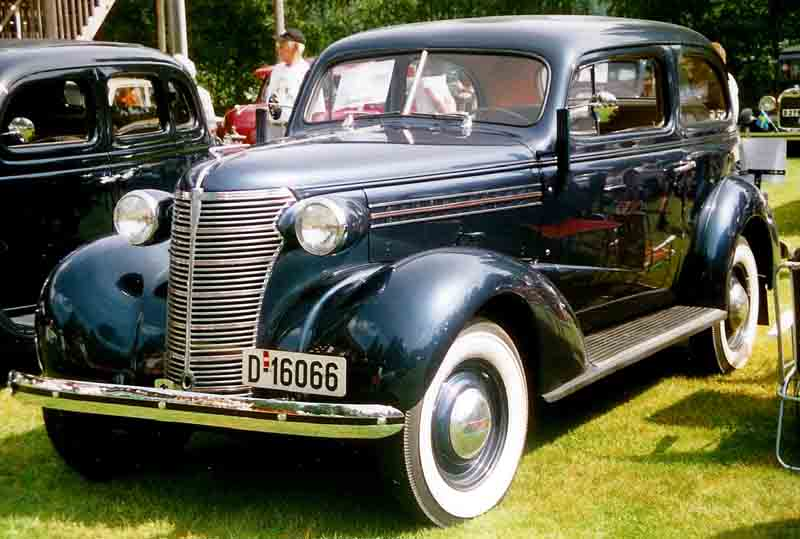
Chevrolet Coach de 1938

Dans l'automobile, un coach (mot anglais) désigne en français une carrosserie fermée (conduite intérieure) à deux portes et quatre glaces latérales ; les sièges avant se rabattent pour autoriser l’accès aux sièges (ou à la banquette) arrière. Ce mot semble tomber en désuétude et tend à être remplacé abusivement par le terme « coupé », voire (encore plus improprement) par « berline deux portes ». De nombreuses automobiles vendues sous le nom de « coupé » sont en fait carrossées en coach.
Ces termes sont tous issus de la tradition de la carrosserie hippomobile.
Exemples au sein d’une même gamme : coupé Bugatti 57 SC Atalante (deux portes, deux glaces latérales) et Bugatti 57 Coach Ventoux (deux portes, quatre glaces latérales, accès à la banquette arrière en rabattant les sièges avant).
On peut aussi trouver une description illustrée de ces types de carrosserie dans un guide tel que Technique de l’automobile, page 11.